# Osteospermum attenuatum
Osteospermum attenuatum es una especie de planta floral del género Osteospermum, tribu Calenduleae, familia Asteraceae. Fue descrita científicamente por O. M. Hilliard & B. L. Burtt.
Se distribuye por África: Sudáfrica (en la provincia de KwaZulu-Natal).